# Красная Звезда (Калужская область)
Красная звезда — деревня  в Износковском районе Калужской области России. Входит в сельское поселение «Село Льнозавод».

## География
Расположено у реки Нерошка. Рядом — Булатово.

## Население
| 2002 | 2010 |
| ---- | ---- |
| 12   | ↗14  |

## История
В 1782-м году пустошь Черняевская  Анны  Гавриловны Смагиной.
В советское время (1941 год)  —  деревня Красная Поляна, на северо-востоке от неё — деревня Звезда.
В 1989 году существующая деревня Красная Звезда , на северо-востоке — деревня Красная Поляна.
В настоящее время Красная Поляна — урочище.
В деревне  — братская могила В 1950-х гг. XX века сюда перенесли останки погибших из одиночных и небольших братских могил в д. Водопьяново, Городенки, Красная Поляна, Пелагеино, Трушонки. 
В 1958 году на могиле установлен памятник:  скульптура коленопреклоненной женщины у плиты, на которую складками ниспадают знамёна. К постаменту прикреплена мемориальная плита с именами похороненных. Всего в могиле похоронены 403 воина.